# Memories of My Trip
Memories of My Trip ist ein Kompilationsalbum von Chris Barber. Das aus zwei CDs bestehende Set feierte den 80. Geburtstag des britischen Trad-Jazz-Veteranen und beinhaltet unter anderem Begegnungen mit Van Morrison, Mark Knopfler, Dr. John und Eric Clapton. Die von 1958 bis 2010 in verschiedenen Besetzungen entstandenen Aufnahmen erschienen 2011 auf Proper Records. Das Album ist eine Hommage an seine lange und erfolgreiche Karriere.

## Hintergrund

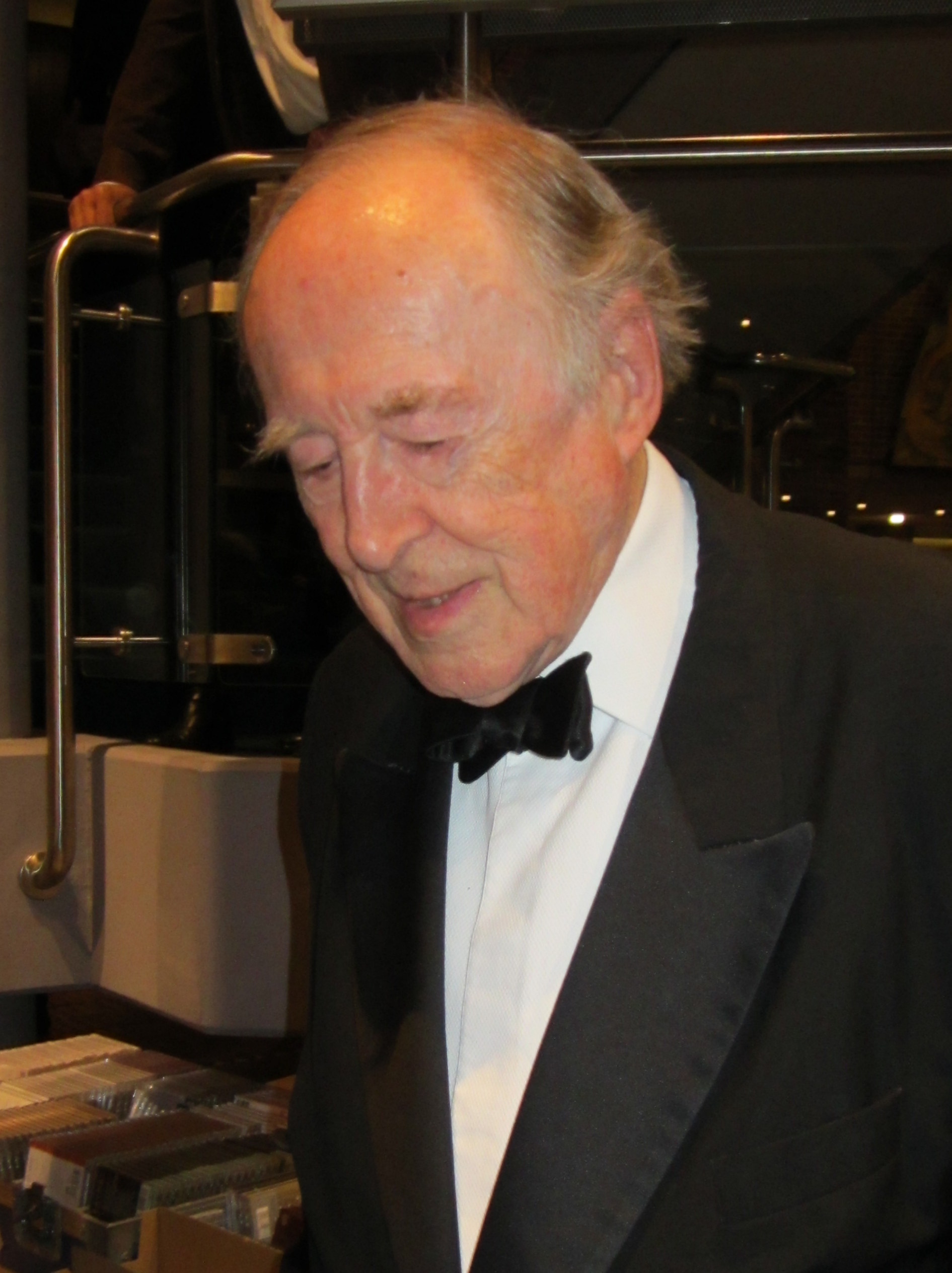
Chris Barber (2014)

In den ersten Tracks von CD 1 spielte Chris Barber u. a. mit dem Bluesmusikern Sonny Terry und Brownie McGhee den Titel Do Love, Do Remember Me, entstanden 1958 mit der frühen Barber-Band. Im Laufe des Albums werden Begegnungen mit Gastsolisten wie Eric Clapton, Muddy Waters, James Cotton, Keith Emerson, Alexis Korner, Rory Gallagher, Lonnie Donegan, Van Morrison, Dr. John, Ottilie Patterson, Paul Jones, Alex Bradford, Edmond Hall, Trummy Young, Joe Darensbourg, Albert Nicholas, Eddie Durham, Sammy Price, Jools Holland und Mark Knopfler dargeboten. Ottilie Patterson ist Vokalitin im St. Louis Blues, gefolgt von Ian Wheeler und dem Duett mit dem Stargast Edmond Hall in High Society. Johnny Boston und James Evans wirkten 1993 im Tea Party Blues mit, Jools Holland und Mark Knopfler im Dallas Rag.

## Titelliste
- Chris Barber: Memories of My Trip (Proper Records – PRPCD073)[2]

### CD1: Jazz & Gospel

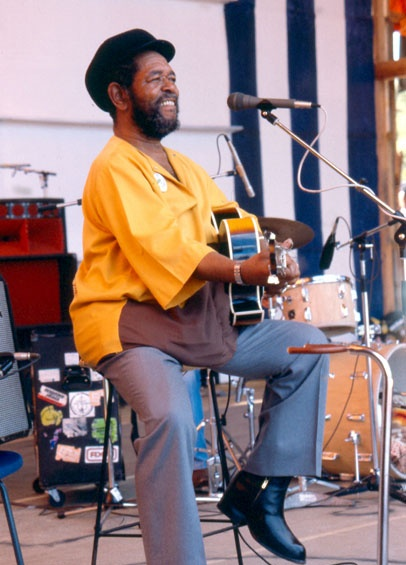
Brownie McGhee (1981)

1. Brownie McGhee (1981)Brownie McGhee – Memories of My Trip
2. Ottilie Patterson, Sonny Terry & Brownie McGhee – When Things Go Wrong
3. Ottilie Patterson, Sonny Terry & Brownie McGhee – Do Lord, Do Remember Me
4. Eric Clapton and Chris Barber – Weeping Willow
5. The Muddy Waters Blues Band with Chris Barber – Kansas City
6. James Cotton with Alexis Korner, Chris Barber And Keith Scott – Love Me or Leave Me
7. Rory Gallagher with Chris Barber – Can’t Be Satisfied
8. Lonnie Donegan with the Chris Barber Jazz & Blues Band – Diggin' My Potatoes
9. Jeff Healey and His Jazz Wizards with Chris Barber – Goin' Up the River
10. Van Morrison with the Chris Barber Skiffle Group – How Long Blues
11. Van Morrison with the Chris Barber Jazz & Blues Band – Goin' Home
12. Van Morrison with the Chris Barber’s Jazz Band and Dr. John – Oh Didn't He Ramble
13. Ottilie Patterson with Chris Barber’s Jazz Band – Lonesome Road
14. Paul Jones with the Chris Barber Jazz & Blues Band – I’ll Be Rested
15. Andy Fairweather-Low with the Chris Barber Jazz & Blues Band – Precious Lord, Take My Hand
16. Alex Bradford with Chris Barber’s Jazz Band and Singers – Couldn’t Keep It to Myself
17. John Slaughter’s Last Blues – Another Sad One

### CD 2: Blues & Jazz
1. Ottilie Patterson and Chris Barber’s Jazz Band, Edmond Hall – St. Louis Blues / Missouri Special / St. Louis Blues
2. Edmond Hall and Ian Wheeler with Chris Barber’s Jazz Band – High Society
3. Keith Emerson and the T-Bones with Chris Barber – Rock Candy
4. Trummy Young with the Chris Barber Jazz & Blues Band –Georgia on My Mind
5. Joe Darensbourg with Pat Halcox and Chris Barber – Rose Room
6. Albert Nicholas with Chris Barber’s Jazz Band – C-Jam Blues
7. Chris Barber at the Boston Tea Party – Tea Party Blues
8. Eddie Durham with the Chris Barber Jazz & Blues Band – Jack Teagarden Blues
9. Sammy Price, Sandy Brown and Chris Barber, Keith Smith – Tailgate Boogie
10. Chris Barber’s Six-Piece Featuring Jools Holland – Winin' Boy Blues
11. Chris Barber’s Six-Piece Featuring Jools Holland – On the Sunny Side of the Street
12. Mark Knopfler with Chris Barber’s Jazz Band – Blues Stay Away from Me
13. Mark Knopfler with Chris Barber’s Jazz Band – Dallas Rag
14. Mark Knopfler, Chris Barber’s Jazz Band – ’Til the Next Time I’m in Town

## Rezeption

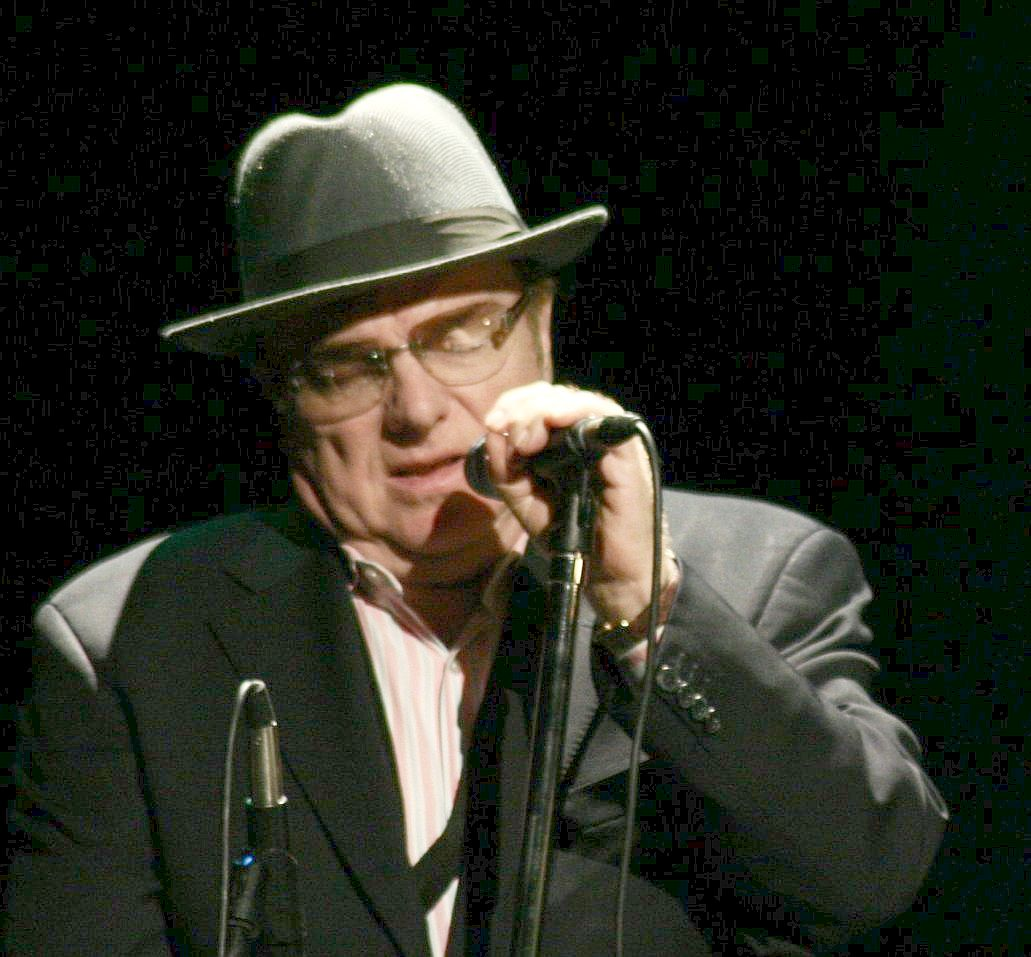
Van Morrison (2009)

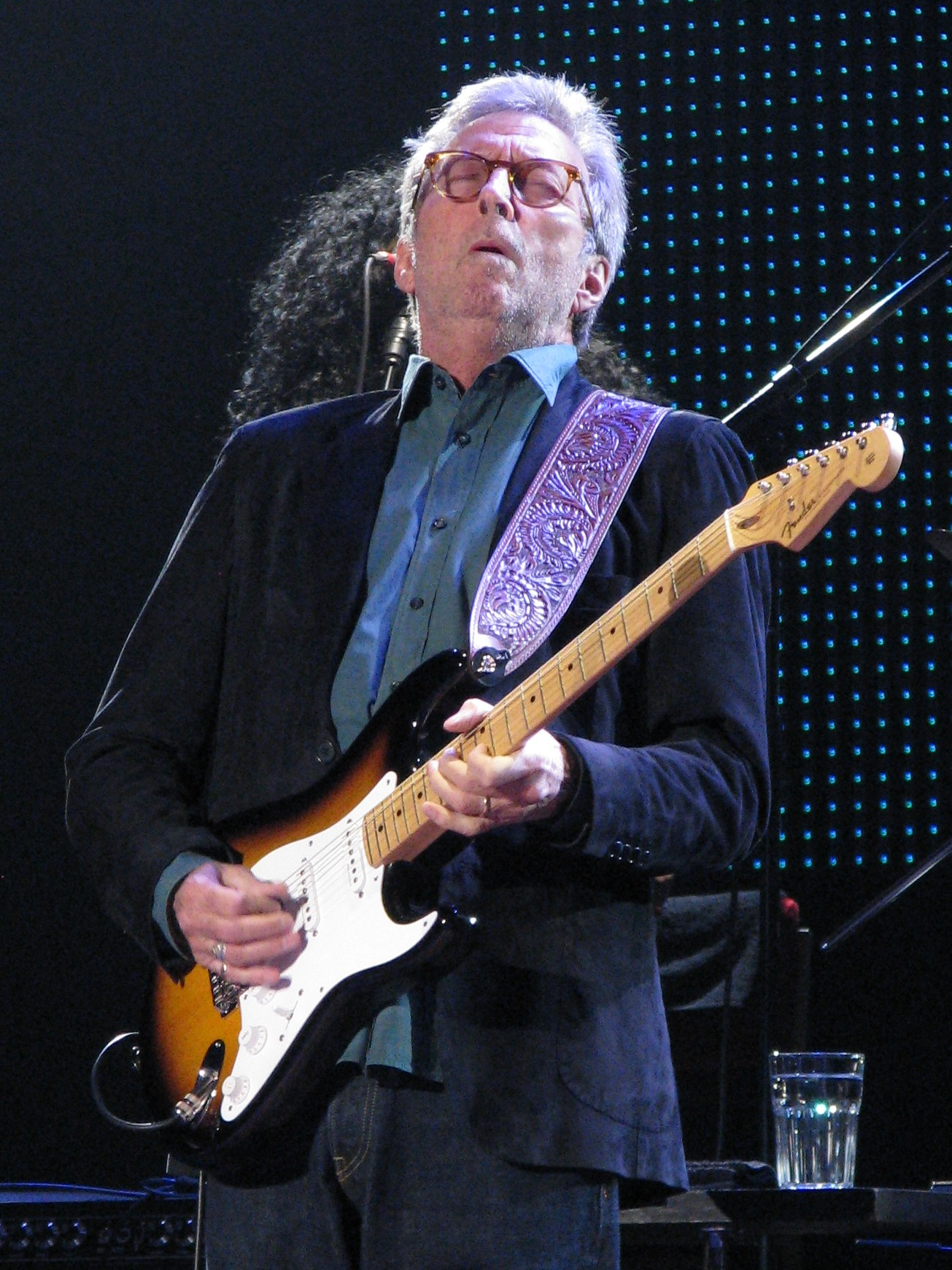
Eric Clapton bei einem Auftritt im Madison Square Garden 2015

Nach Ansicht von Chris M. Slawecki, der das Album in All About Jazz rezensierte, gebe es nur sehr wenige Jazz-Retrospektiven, die gründlicher und einladender seien als Memories of My Trip, das sechs Jahrzehnte mit Aufnahmen und Auftritten eines der beständigsten traditionellen Jazzmusiker Großbritanniens feiere. Barbers kostbare Erinnerungen werden von Bewunderern wie Muddy Waters, Keith Emerson, Eric Clapton, Van Morrison und anderen außerhalb des traditionellen Jazzbereichs hervorgehoben.
Hugh Rainey schrieb in Jazz Journal, von 1958 bis 2010 und mit Schwerpunkt auf Chris Barber selbst mache das Album zahlreiche Stationen auf seiner musikalischen Straße und präsentiere eine breite Palette von manchmal überraschend vielseitigen Kollaborationen mit Prominenten aus den Bereichen Jazz, Blues, Gospel und Blues-Rock. Chris Barber könne stolz auf diese bahnbrechenden und zweifellos aufschlussreichen Begegnungen sein. Eine parallele Reise durch die Entwicklung seiner eigenen Band, von Bobby Shaftoe [von 1954] über Battersea Rain Dance und darüber hinaus bis zu seinen Bigband-Auftritten, wäre ein sehr lohnendes Begleitalbum.
John Fordham vergab an das Album im Guardian drei Sterne und schrieb, Begegnungen mit Van Morrison, Mark Knopfler, Dr. John und Eric Clapton seien ein Beweis dafür, wie einflussreich Barber für eine Generation von Rockmusikern war, die nicht nur von seinem Engagement an den Wurzeln des Jazz begeistert waren, aber auch durch eine unsektiererische Haltung, die einige Puristen als ketzerisch betrachteten. Eine großartig lautstarke Version von Oh Didn’t He Ramble, 1976 mit Van Morrison und Dr. John entstanden, sei eines der herausragenden Beispiele – ebenso wie das dichte Riffspiel der Band unter den flinken Linien des New Orleans-Klarinettisten Albert Nicholas auf C Jam Blues. Nach Ansicht des Autors hätte eine stärkere Präsentation des regulären Tourneerepertoires dieser Gruppe – und weniger Stargäste – möglicherweise zu einer etwas ausgewogeneren Hommage geführt.